# مرکاتور (دهانه)
مرکاتور یک دهانه برخوردی در ماه‌ است.

## دهانه‌های اقماری
این دهانه ۱۰ دهانه اقماری دارد.
| Mercator | عرض جغرافیایی | طول جغرافیایی | قطر          |
| -------- | ------------- | ------------- | ------------ |
| A        | ۳۰.۶° S       | ۲۷.۸° W       | ۹.۰ کیلومتر  |
| C        | ۲۹.۱° S       | ۲۶.۹° W       | ۸.۰ کیلومتر  |
| B        | ۲۹.۱° S       | ۲۵.۱° W       | ۸.۰ کیلومتر  |
| E        | ۳۰.۰° S       | ۲۶.۸° W       | ۵.۰ کیلومتر  |
| D        | ۲۹.۳° S       | ۲۵.۳° W       | ۷.۰ کیلومتر  |
| G        | ۳۱.۱° S       | ۲۵.۰° W       | ۱۴.۰ کیلومتر |
| F        | ۲۹.۶° S       | ۲۶.۸° W       | ۴.۰ کیلومتر  |
| K        | ۳۰.۶° S       | ۲۲.۷° W       | ۴.۰ کیلومتر  |
| M        | ۳۰.۲° S       | ۲۳.۶° W       | ۴.۰ کیلومتر  |
| L        | ۳۰.۷° S       | ۲۳.۵° W       | ۴.۰ کیلومتر  |